# Tartak Długi Kąt
Tartak Długi Kąt – osada w Polsce położona w województwie lubelskim, w powiecie biłgorajskim, w gminie Józefów. 
Do 31 grudnia 2013 była to osada wsi Majdan Nepryski, o nazwie Tartak-Długi Kąt. Status miejscowości podstawowej uzyskał 1 stycznia 2014.
W latach 1975–1998 miejscowość administracyjnie należała do województwa zamojskiego.
Wierni Kościoła rzymskokatolickiego należą do parafii Niepokalanego Poczęcia Najświętszej Maryi Panny w Józefowie.